# Краевой Комитет по охране революции на Украине
Краевой комитет по охране революции на Украине — чрезвычайный орган революционной демократии. Был образован после падения Временного правительства в ночь с 7 на 8 ноября 1917 на закрытом совместном заседании Малой Рады с представителями революционных организаций Украины с целью взять функций центральной власти на Украине в связи с Октябрьской революцией в Петрограде.
В состав комитета вошли представители Украинской Центральной Рады, Всеукраинского совета военных депутатов, Украинского генерального военного комитета, украинских (Украинской партии социалистов-революционеров, Украинской социал-демократической рабочей партии, Украинской партии социалистов-федералистов), российских (большевики, меньшевики, эсеры) и еврейских партий, Главного железнодорожного комитета, Киевской советов рабочих и солдатских депутатов, советов Харькова, Екатеринослава и Одессы:
Председатель — Н. Порш;
Члены: М. Ткаченко, А. Севрюк, Н. Ковалевский, А. Никовский, Ф. Матушевский, Г. Пятаков, Н. Шаповал, С. Гольдельман, С. Сараджев, А. Писоцкий, С. Петлюра, H. Шумицкий, М. Тележинский, Г. Касьяненко, И. Крейсберг, В. Затонский, М. Рафес, М. Зильберфарб.
9 ноября в обращении к гражданам Украины комитет сообщил, что сосредоточивает функции центральной власти в своих руках и подотчетен УЦР. Комитет создал революционный штаб для организации военных сил и предъявил командующему Киевского военного округа М. Квецинскому требование, чтобы все военные части подчинялись приказам только Украинского генерального военного комитета, а распоряжения командующего и штаба округа контролировал бы созданный комитетом комиссариат в составе 9 человек. Комитет требовал также устранить комиссара Временного правительства И. Кириенко.
Однако комитет не смог овладеть властью даже в Киеве. Командование Киевского военного округа отказалось его признать — после падения Временного правительства оно считало себя единственным легитимной властью в городе. Командование КВО отклонило требование комитета, а члены его комиссариата, которые прибыли для ведения переговоров, были арестованы в штабе. Достичь понимания со штабом было поручено председателю Украинского генерального военного комитета С. Петлюре, но командование КВО отказалось от любых переговоров через вхождение в состав комитета большевиков. После осуждения Малой Радой УНР большевистского переворота в Петрограде из состава комитета 9 ноября вышли большевики. В тот же день они провели совместное заседание с представителями советов, профсоюзов и воинских частей, на котором приняли резолюцию в поддержку большевистского восстания в Петрограде и образовали революционный комитет с целью перехвата им власти в городе. Украинские эсеры в знак протеста против дальнейших переговоров со штабом КВО заявили о своем выходе из состава краевого комитета по охране революции на Украине. К ним присоединились и украинские эсдеки. При таких условиях 10 ноября комитет прекратил существование и передал свои функции Генеральному секретариату Украинской Центральной Рады.